# Selma et Sofie
Pour plus de détails, voir Fiche technique et Distribution.
Selma et Sofie est un court métrage suédois réalisé par Mia Engberg, sorti en 2003.

## Synopsis
Selma a un travail ennuyeux et un petit ami ennuyeux. Mais lorsqu'elle rencontre Sofie à la piscine, elle ne peut pas s'empêcher de penser à elle.

## Fiche technique
- Titre : Selma & Sofie / Bitch & Butch
- Titre français : Selma et Sofie
- Réalisation : Mia Engberg
- Scénario : Mia Engberg
- Producteur : Mia Engberg
- Société de production :
- Musique :
- Pays d'origine :  Suède
- Langue : suédois
- Genre : romance saphique
- Durée : 17 minutes
- Date de sortie : 2003 (États-Unis)
  -  France 19 octobre 2003 au festival du film de Paris Cineffable
  -  Islande 6 mars 2004 (Reykjavik Gay and Lesbian Film Festival)

## Distribution
- Camilla Carlsson
- Sara Lindkvist

## Documentaire
La réalisatrice sort également un documentaire de 45 minutes consacré au tournage de ce court métrage : Bitch & Butch.

## Accueil critique
Le film est considéré comme « une première tentative féministe d'un porno alternatif filmé par une équipe exclusivement féminine ».